# Styrbjarnar þáttr Svíakappa
Le Styrbjarnar þáttr Svíakappa, est un conte qui relate l'épopée du héros suédois Styrbjörn le Fort. Ce récit court est un  þáttr qui apparaît aux pages 342-344 du manuscrit islandais Flateyjarbók écrit vers 1387-1395.

## Présentation

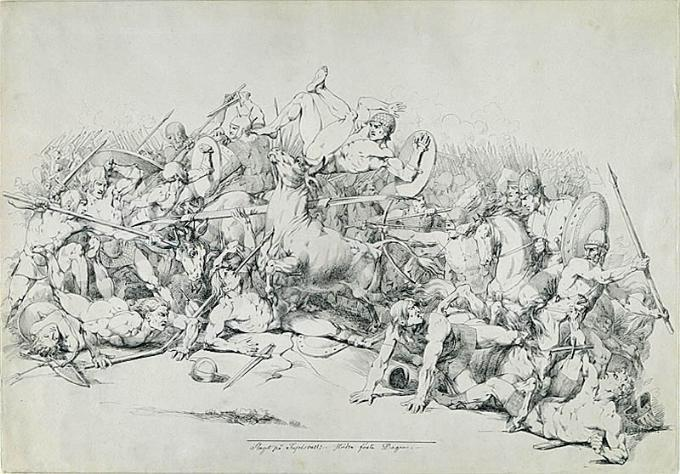
Chevaux et bovins attachés ensemble et armés de lances et de pointes écrasent les guerriers de Styrbjörn lors de la bataille de Fyrisvellir.

Le récit conte l'histoire de Styrbjörn qui devient le chef de l'ordre des Jomsvikings. Il fait ensuite la guerre contre les Danois jusqu'à établir la paix avec leur roi Harald Ier de Danemark, qui en retour lui offre sa fille et cent navires.
Toutefois, Styrbjörn n'est pas satisfait avec cet accord de paix et reprend la guerre contre le Danemark avec une flotte encore plus grand et impose au roi Harald de lui donner 200 navires et le roi lui-même comme otage.

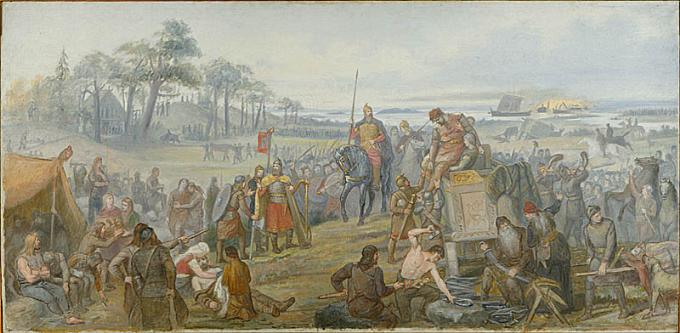
La bataille de Fyrisvellir et la mort de Styrbjörn.

Styrbjörn retourne en Suède pour prendre le trône suédois. Styrbjörn a sollicité le Dieu Thor, mais Éric VI de Suède a de son côté demander les faveurs d'Odin et a promis fidélité à Odin pendant les dix prochaines années s'il gagne. 
Lors de la bataille de Fyrisvellir, les forces d'Éric possèdent une machine de guerre redoutable. Ils ont créé une machine de guerre, ingénieuse en attachant des chevaux et des vaches avec des lances et des pointes. Cette machine de guerre fait des ravages parmi les Jomsvikings. Après trois jours de bataille, Éric jette sa lance sur les Danois et cris : "Je vous donne tout pour Odin", une pluie de flèches d'Odin tue Styrbjörn et ses hommes. Éric VI de Suède devient Éric le Victorieux.